# Гастингс, Джон, 2-й барон Гастингс
Джон Гастингс (англ. John Hastings; 30 сентября 1286/87 — 20 января 1325) — английский аристократ, 2-й барон Гастингс и 14-й барон Абергавенни с 1313 года. Участвовал в войнах с Шотландией, был в составе оппозиции королю Эдуарду II, позже перешёл на сторону монарха.

## Биография
Джон Гастингс принадлежал к знатному роду, известному с конца XI века. Представители этой семьи владели обширными землями в ряде графств Англии, Уэльсе и Ирландии, были феодальными баронами Абергавенни, а с 1295 года носили баронский титул. Джон был сыном 1-го барона Гастингса того же имени и его первой жены Изабеллы де Валенс, двоюродной сестры короля Эдуарда I. Он родился 30 сентября 1286 или 1287 года. В 1306 году Джон находился в свите королевы Маргариты Французской, когда та посетила Шотландию, с 1311 года постоянно участвовал в военных походах в эту страну. После смерти отца в 1313 году он получил баронский титул и семейные владения.
Гастингс сражался при Бэннокбёрне в 1314 году, где англичане были наголову разбиты Робертом Брюсом. В 1316 году он действовал против Лливелина Лесного, поднявшего восстание в Уэльсе, и был в числе лордов, которым Лливелин сдался 18 марта 1316 года в Истрадфелльте. В качестве вассала своего дяди по матери Эмера де Валенса, 2-го графа Пембрука, Джон играл важную роль в английской политической жизни. В 1318 году он поставил свою подпись под Ликским соглашением между королём Эдуардом II и графом Томасом Ланкастерским. В 1320 году Гастингс поддержал мятеж баронов. Он принял участие в Войне Диспенсеров» — вторгся в валлийские владения королевских фаворитов, но вскоре примирился с королём. Тот поручил Джону установить контроль над Гламорганом и назначил его комендантом замка Кенилворт. Так как на Гламорган претендовал Хью ле Диспенсер Младший, Гастингсу пришлось заплатить 4000 фунтов отступного.
В одной из своих резиденций, Абергавенни, барон попытался заменить монахов местного приората, которые были родом из Франции, англичанами. Французы подали в суд, и эта тяжба закончилась уже после смерти Джона.

## Семья и наследство
До 1321 года Джон Гастингс женился на Джулиане Лейбёрн, дочери Томаса Лейбёрна и Элис де Тосни, единственной наследнице своего деда — Уильяма Лейбёрна, 1-го барона Лейбёрна (оставшись без родителей, она жила под опекой графа Пембрука). В этом браке родился сын Лоуренс, 3-й барон Гастингс. Джон в 1320 году был признан одним из наследников бездетного Эмера де Валенса (наряду с двоюродным братом, Дэвидом Стратбоги), и поэтому его сын стал графом Пембруком.